# GD Resende
El GD Resende es un equipo de fútbol de Portugal que juega en el Campeonato de Portugal, la cuarta división nacional.

## Historia
Fue fundado el 13 de mayo de 1929 en la ciudad de Resende, Portugal del Distrito de Viseo y es miembro de la Asociación de Fútbol de Vizeu desde su fundación.
Participó por primera vez en la Copa de Portugal en la edición de 1990/91 donde fue eliminado en la primera ronda, y fue hasta el 2017 que participó en la copa nacional por segunda ocasión, donde avanzó hasta la segunda ronda.
En la temporada 2024/25 logró el título regional, con lo que logró el ascenso al Campeonato de Portugal, en el cual estuvo por última vez en la temporada 2022/23.

## Palmarés
- Liga Regional de Vizeu: 1

2024/25
- Supercopa de Vizeu: 1

2024